# Hestina
Hestina (лат.) — род дневных бабочек из семейства Нимфалиды, распространённых в Азии. На территории России на самом юге Приморского края могут встречаться мигрирующие особи двух видов этого рода — Hestina assimilis, Hestina japonica.

## Характеристика рода
Бабочки средних и крупных размеров. Крылья темные со светлым рисунком. Верхняя сторона крыльев с белыми, реже — желтовато-белыми либо желтоватыми, ярко-жёлтыми пятнами. На верхней стороне крыльев у основания центральной ячейки имеется светлый штрих. Щупики большие, косо торчащие вперед. Передние ноги редуцированы, не используются при хождении, лишены коготков и покрыты густыми волосками. Задние голени с одной парой шпор. Часто самцы данных видов собираются группами на влажном песке и глинистых почвах, по берегам ручьёв, возле луж.

## Виды
- Hestina assimilis
- Hestina dissimilis
- Hestina divona
- Hestina japonica
- Hestina jermyni
- Hestina mena
- Hestina mimetica
- Hestina nama
- Hestina namoides
- Hestina risna
- Hestina nicevillei
- Hestina ouvradi
- Hestina persimilis
- Hestina waterstradti